# Sjulsmark, Piteå kommun
Sjulsmark är en tätort i Piteå kommun som ligger 25 km nordväst om Piteå. Byn är gammal jordbruksbygd.

## Historia
Bynamnet var "Siudsmark" i första landskapshandlingen för Västerbottens län från år 1539, vilket kommer från mansnamnet "Siurd", alltså "Siurds mark". Kopplingen till mansnamnet Siurd blir än mer tydligt i nästföljande landskapshandling från år 1543 då byn kallas "Siurdsm.[a]r.[k]. Förekomsten av mansnamnet i Piteå socken ses även i bynamnet "Siurdsness" för dagens Sjulnäs, också i Piteå kommun. 
Liksom andra mark-byar med sådana förled anses den ha uppkommit som nybygge/kolonat under medeltiden.

### Befolkningsutveckling
| Befolkningsutvecklingen i Sjulsmark 1990–2020 | Befolkningsutvecklingen i Sjulsmark 1990–2020 | Befolkningsutvecklingen i Sjulsmark 1990–2020 | Befolkningsutvecklingen i Sjulsmark 1990–2020 | Befolkningsutvecklingen i Sjulsmark 1990–2020 |
| --------------------------------------------- | --------------------------------------------- | --------------------------------------------- | --------------------------------------------- | --------------------------------------------- |
|                                               |                                               |                                               |                                               |                                               |
| År                                            |                                               |                                               | Folkmängd                                     | Areal (ha)                                    |
| 1990                                          | 1990                                          |                                               | 373                                           | 65                                            |
| 1995                                          | 1995                                          |                                               | 372                                           | 65                                            |
| 2000                                          | 2000                                          |                                               | 354                                           | 65                                            |
| 2005                                          | 2005                                          |                                               | 369                                           | 65                                            |
| 2010                                          | 2010                                          |                                               | 350                                           | 65                                            |
| 2015                                          | 2015                                          |                                               | 353                                           | 73                                            |
| 2020                                          | 2020                                          |                                               | 333                                           | 73                                            |
| Anm.: Ny tätort 1990                          |                                               |                                               |                                               |                                               |

## Idrott
I Sjulsmark finns en idrottsförening, Sjulsmarks SK.